# Lac Omina
Lac Omina är en sjö i Kanada.   Den ligger i provinsen Québec, i den sydöstra delen av landet, 400 km norr om huvudstaden Ottawa. Lac Omina ligger 402 meter över havet.
Trakten runt Lac Omina är nära nog obefolkad, med mindre än två invånare per kvadratkilometer.